# The Gallopin' Gaucho
The Gallopin' Gaucho is de tweede tekenfilm van Walt Disney en Ub Iwerks waarin Mickey en Minnie Mouse figureerden. 
Het tekenfilmpje werd gemaakt als opvolger van Plane Crazy, maar vanwege gebrek aan interesse bleef dit nieuwe filmpje aanvankelijk op de planken liggen. Uiteindelijk werd The Gallopin' Gaucho pas na Steamboat Willie uitgebracht, op 30 december 1928. 
The Gallopin' Gaucho is, net als Plane Crazy, een filmpje zonder geluid. Het is een parodie op The Gaucho, een film van Douglas Fairbanks uit 1927.